# Оствальд, Вильгельм
Ви́льгельм Фри́дрих О́ствальд (нем. Wilhelm Friedrich Ostwald, латыш. Vilhelms Ostvalds; 21 августа [2 сентября] 1853, Рига, Лифляндская губерния, Российская империя — 4 апреля 1932, Лейпциг, Веймарская республика) — российский и немецкий физико-химик и философ, происходивший из остзейских немцев. Лауреат Нобелевской премии по химии 1909 года.

## Биография
Родился в Риге. Отец — Готфрид Вильгельм Оствальд, мать — Елизавета Лойкель. В 1875 году Вильгельм Фридрих окончил Дерптский университет, преподавал в нём в 1875—1881 годах. Затем был профессором Рижского политехнического училища (1882—1887). В 1887 году переехал в Лейпциг, где и прожил до самой смерти. Был профессором Лейпцигского университета (1887—1906).
Член-корреспондент Петербургской АН (1895).

## Научная деятельность

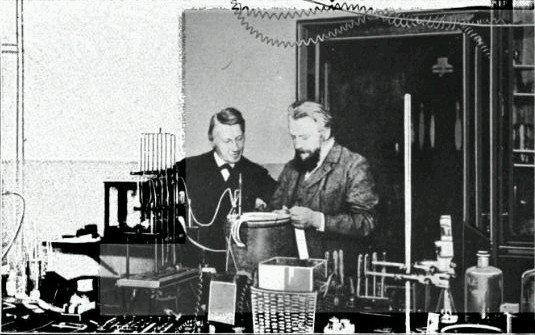
Оствальд и Вант-Гофф

Основные научные работы Оствальда посвящены развитию теории электролитической диссоциации. Обнаружил связь электропроводности растворов кислот со степенью их электролитической диссоциации (1884). Дал способ определения основности кислот по электропроводности их растворов (1887—1888). Установил закон разбавления Оствальда (1888). Впервые описал явление Оствальдовского созревания. Предложил рассматривать реакции аналитической химии как взаимодействия между ионами (1894). Оствальд изучал также вопросы химической кинетики и катализа; разработал основы каталитического окисления аммиака. В 1909 году Оствальд стал лауреатом Нобелевской премии по химии «за изучение природы катализа и основополагающие исследования скоростей химических реакций».
Оствальд был одним из крупнейших организаторов науки своего времени. Он стал преемником Густава Генриха Видеманна (1826—1899) по возглавляемой последним с 1871 по 1887 год кафедре физической химии при Лейпцигском университете. Оствальд основал при том же университете первый в мире Физико-химический институт; стоял у истоков Германского электрохимического общества. В 1887 году Оствальд вместе с Я. Вант-Гоффом основал «Журнал физической химии». С 1889 года он начал издание серии «Классики точных наук» (Ostwald’s Klassiker der exakten Wissenschaften) из нескольких сотен небольших книг, содержащих классические работы по математике, физике и химии. Созданная при участии Оствальда организация «Мост» (1911) ставила своей целью разворачивание международного сотрудничества в сфере библиографии и документации с целью облегчить учёным всех стран знакомство с литературой по их специальности. Ряд лет руководил «Союзом монистов». В 1901—1921 годах издавал журнал «Анналы Натурфилософии».
В 1900 году с участием Оствальда был разработан процесс получения азотной кислоты окислением аммиака на платиновом катализаторе. Используя этот процесс и предложенный Габером и Бошем дешёвый способ производства аммиака, Германия смогла обеспечить себя взрывчатыми веществами во время Первой мировой войны. Эти же процессы используются сегодня для производства удобрений.
Оствальд принимал активное участие в разработке искусственного языка идо, начиная с 1904 года участвовал в конгрессах разработчиков этого языка, и даже председательствовал на некоторых из них.
Широко известна деятельность Оствальда как организатора науки. В его лаборатории физической химии в Лейпцигском университете студенты и учёные-химики из разных стран изучали новую науку — физическую химию, многие из них получили впоследствии мировое признание. Среди них — Аррениус, Нернст, Рамзай, Габер, Яффе.
Двойной конус Оствальда
В связи с его практическим опытом живописи, Вильгельм Оствальд также занимался научно обоснованной системой цветов. С 1914 года он был привлечён Deutschen Werkbundes для проведения теоретико-цветных исследований с нормативной, физической, химической, психологической и физиологической точек зрения. Разработка экспериментальных методов измерения теории цвета была для Вильгельма Оствальда возможностью применения энергетического императива и его научных убеждений. Он не только хотел создать наукоёмкую систематику цвета, но его исследования должны принести пользу промышленности и ремеслу.
Вильгельм Оствальд расположил оттенкоподобные треугольники к двойному конусу Оствальда с верхним белым кончиком и нижним чёрным кончиком.
Положение любого цвета определялось количеством полного цвета и двумя буквами для черно-белых частей. Для этого Вильгельм Оствальд использовал термин «цветовой стандарт». Он сделал несколько так называемых цветовых каталогов. Самый большой из них состоял из 2520 измеренных цветов. Это соответствует цветному колесу с 24 частями, серой оси с 15 шагами и 105 цветами в каждом цветовом треугольнике.
Но, по мнению Оствальда, для многих практических применений достаточно цветного органа с 680 цветами. Стандарт цвета стал отправной точкой для цветового стандартного атласа, цветных направляющих, цветовых шкал, окрасок и специальных цветовых сводок. В 1917 году появилась цветная фибула, которая достигла в общей сложности 14 изданий до 1930 года, а осенью того же года — первый цветной атлас с 2500 цветами.
Создал количественную теорию цвета, шкалу порядка определения цветов, систему цветовой гармонии и атлас цветов. Автор системы RAL — немецкий цветовой стандарт, разработанный в 1927 году Государственным комитетом по условиям поставок (нем. Reichsausschuß für Lieferbedingungen und Gütesicherung) по просьбе производителей лакокрасочной продукции.

## Философские работы. Энергетизм
Оствальд — автор концепции энергетизма в онтологии, ставшего альтернативой материализму и идеализму. Оствальд считал единственной реальностью энергию, рассматривал материю и дух как формы проявления энергии.
Понимая закон сохранения и превращения энергий как единственный всеобщий закон природы, с 1890 года исследовал энергию как субстанцию мира, к изменениям и превращениям которой могут быть сведены все явления. В соответствии с этой идеей осуществил философскую интерпретацию положений и законов классической термодинамики, которая стала одним из оснований созданной им «энергетической философии» (энергетизма). Считал, что эта философия позволяет заменить понятие материя (вещество) понятием энергия (или «комплекс известных энергий»). Предложил понимание биологических и психических процессов (в том числе сознательных) как процессов энергетических. Исследовал «энергетическую базу культуры» и распространил энергетический подход на сферу социальных явлений. Утверждал, что все явления человека и мира можно представить как процессы, «совершающиеся между энергиями». Сформулировал «энергетический императив», предписывающий не растрачивать энергию, а использовать её.

## Работы на русском языке
- Философія природы. / Философия природы. — С.-Петербург, 1903.
- Очерк натур-философии. — СПб.: Образование, 1909.
- Великие люди: Со статьёй проф. Э.Бауэра — Перевёл со 2-го немецкого издания Г. Кваша. Вятка. 1910.
- Натуръ-философія / Натур-философия — Переводъ съ нѢмецкаго А. В. Травкина, подъ редакціей В. В. Битнера — 1910
- Основы физической химии / Пер. с нем. П. П. фон-Веймарна — СПб.: Естествоиспытатель, 1910
- Насущная потребность. — М., 1912.
- Цветоведение. Пособие для химиков, физиков, естествоиспытателей, врачей, физиологов, психологов, колористов, цветовых техников, печатников, керамиков, красильщиков, ткачей, художников, кустарей, живописцев плакатов, рисовальщиков узоров, модистов. — М-Л.: АО «ПРОМИЗДАТ», — 1926 г. — 201 с. / перевод З. О. Мильмана, под редакцией и с предисловием С. В. Кравкова, перевод издания (Farbkunde. Leipzig, 1923 г.). (приводимые в конце книги цветные таблицы выполнены проф. Н. В. Туркиным по его оригинальному способу цветового печатания. Выполненный Н. В. Туркиным круг цветовых тонов был в своё время вполне одобрен В. Оствальдом. Необходимо всё же оговориться, что приводимые в книге на цветных таблицах цвета, будучи очень близки к оствальдским нормам, не все вполне тождественны с ними).
- Натур-философия. Лекции, читанные в Лейпцигском университете. — М.: URSS, 2006. — 340 с. — ISBN 5-484-00532-9

## Память

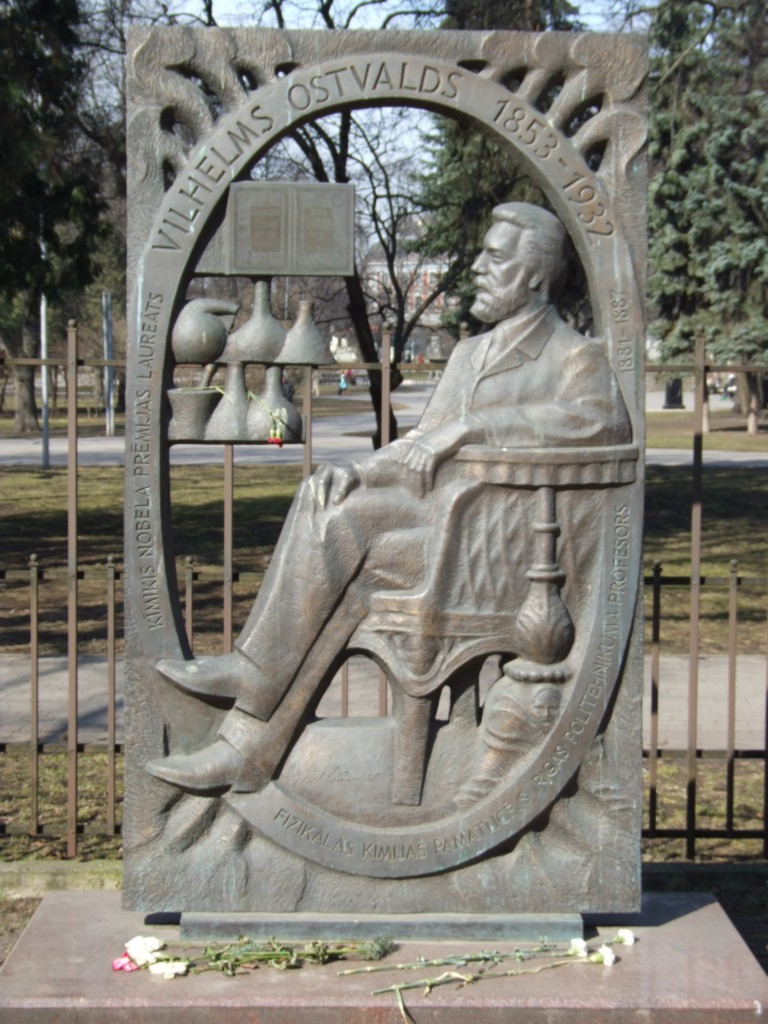
Памятник Оствальду в Риге

- В 1970 году Международный астрономический союз присвоил имя Вильгельма Фридриха Оствальда кратеру на обратной стороне Луны.
- В 2001 году в Риге на улице Кришьяня Барона, у Верманского парка, был установлен памятник Вильгельму Оствальду.
- Также в Риге в 2003 году имя Вильгельма Оствальда было присвоено средней школе (бывшая школа № 76), а в 2017 году — новой улице[латыш.][12].